# Anentome helena
Anentome helena, in de aquariumhobby bekend als helenaslak en slaketende slak is een slakkensoort uit de familie van de fuikhorens (Nassariidae). De wetenschappelijke naam van de soort werd in 1847 gepubliceerd door Gerhard von dem Busch. De typelocatie is Java. De slak leeft in zoet water. 

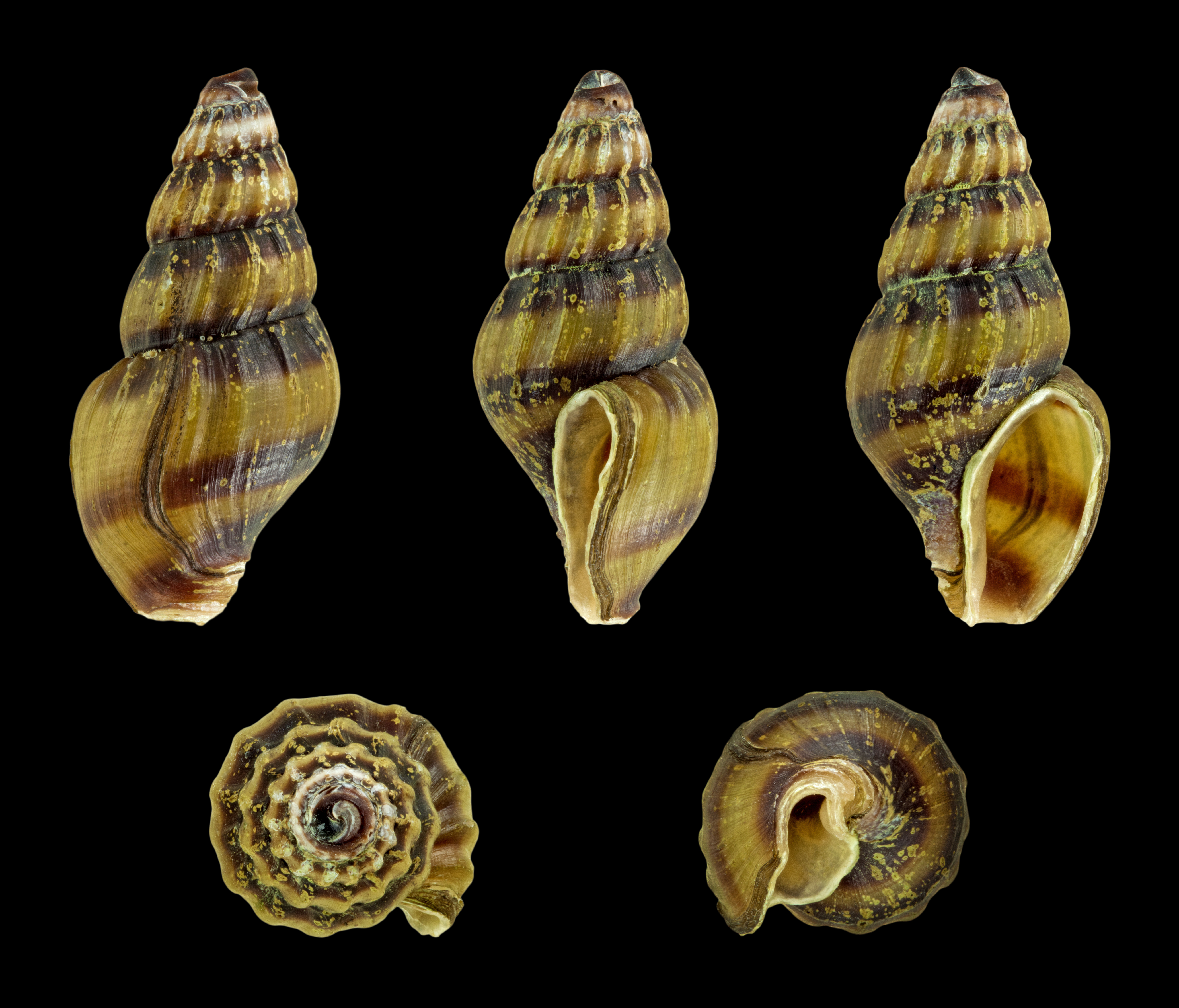
Vijf aanzichten van een schelp van 1,6 cm lengte